# Крепостная башня
Крепостна́я ба́шня — оборонительная постройка, составная часть крепостных оград (стен) в древние и Средние века.
Крепостные башни сооружались из кирпича, камня и дерева в углах стен и на длинных прямых или закруглённых участках. Несколько выступая за плоскость стены, имели круглую, полукруглую, прямоугольную, многоугольную и другие формы, с поперечником до 20 метров, высотой иногда в 1,5—2 раза выше стен. Башни предназначались для наблюдения, служили укрытием для войск и опорным пунктом обороны, обеспечивая продольный обстрел крепостных стен, подступов к ним и защиты проезда в крепость. Соответственно, башни делятся на глухие и проезжие или проездные (также назывались надвратными, воротными или просто воротами). В древнерусском крепостном зодчестве башня имела разные наименования: «столп» (известно с 986 г. до середины XIII в. для иноземных построек, а с середины XIII в. и для Руси), «вежа» (впервые известно с 1190 г.), «стрельница» (с XIV в. в Москве и Твери), «костёр» (с XIV в. в Новгородских и Псковских землях). Слово «башня» (башта) впервые известно с 1552 г. в связи с осадой Казани.

## История
Время появления крепостных башен относится к самой глубокой древности; по дошедшим до нас изображениям башни строили древние египтяне, ассиро-вавилоняне и финикийцы.
В письменных памятниках Древней Греции и Древнего Рима встречается не только упоминание, но довольно подробное описание подобных башен. Римляне начали располагать свои башни не только на крепостной ограде, но и вне крепостей, в виде передовых укреплений в горных проходах, у переправ через реки, а также на границах, как сторожевые посты. Они же ввели полевое применение башен, как опорных пунктов своих лагерей и как наблюдательных вышек на полях сражений.
В Средние века оборонительные крепостные башни получили большое развитие в Западной Европе при укреплении замков. Появились разводные и подъёмные мосты, обеспеченные в головах особыми башнями (прототип предмостного укрепления); иногда такую головную башню смыкали с главной оградой полукруглой стеной, образующею передовой дворик и обстреливающею, вместе с тем, подошву стен продольно-наклонными выстрелами (прототип фоссобреи).
С появлением огнестрельного оружия крепостные башни стали делать массивнее, вооружать пушками и приспособлять к ружейной обороне. Развивая понемногу их внутреннее пространство и оборону крепости вообще, в зависимости от усовершенствования огнестрельного оружия и средств поражения, стали давать башням больший выступ в поле (для фланкирования стен и рва) и постепенно (в XVI—XVII веках) переходили к тем их архитектурным видоизменениям, которые известны в фортификации под названием бастей (ронделей), бастионов и тур-бастионов.